# آندریا دیجیدیو
آندریا دیجیدیو (انگلیسی: Andrea D'Egidio؛ زادهٔ ۳۰ ژوئن ۱۹۹۶) بازیکن فوتبال است.
از باشگاه‌هایی که در آن بازی کرده‌است می‌توان به باشگاه فوتبال آسکولی اشاره کرد.